# ジンジャー・ルート
ジンジャー・ルート（Ginger Root、漢字表記: 姜根）は、アメリカ合衆国の音楽ユニット。
シンガーソングライター、マルチ・インストゥルメンタリスト、ビデオグラファーであるキャメロン・ルー（Cameron Lew、中国名: 劉 國明、1995年11月26日- ）が率いる、カリフォルニア州ハンティントンビーチ発のインディー・ソウル・ミュージックユニットである。
ルーはこのユニットによるサウンドを『アグレッシブ・エレベーター・ソウル』と自称している。

## 概要
ヴルフペック、トロ・イ・モア、ホワイト・デニム、YMO、ファイストなどのグループからインスピレーションを受けていると話している。
ジンジャー・ルートは、ルー1人で構成されているソロ・ユニットであり、楽曲制作に加え、ミュージックビデオ制作、アニメーション制作、ディスクジャケットやフライヤーなどのグラフィックデザインも手掛けている。
ツアー、一部楽曲のレコーディングには、ルーの高校時代の友人であるマット・カーニー（ドラム）とディラン・ホーヴィス（ベース ※Mahjong Room以降）がメンバーとして参加している。
中国系アメリカ人（香港系）3世。日本のポップカルチャーからの影響を公言しており、日本語を話すことができる。日本語は独学で、COVID-19パンデミック以降の2020年から、YouTubeやNetflix等を観て学び始めた（スケバン刑事やカードキャプターさくら等のドラマ作品・アニメ作品から学んだと話している）。
初日本ツアーでの来日中、憧れの存在として名を挙げている細野晴臣のラジオ番組、『Daisy Holiday!』（2023年4月16日放送分、InterFM）に出演した。

## 来歴

### トースター・ミュージック （2016-2017）
ジンジャー・ルートは、ルーがハンティントンビーチを拠点とするバンド、ヴァン・ストック（Van Stock）に所属していたときから始まった。 
2016年、ルーはバンドが今まで作ってきたサウンドが自分に合わないと感じ、自身で曲をいくつか書くようになり、EPを作成しようとした。 
ルーによると、そのEPを『スポットライト・ピーポー』（Spotlight People）というタイトルのLPに作り替えたときに、ユニット名をジンジャー・ルートと名付けたという。
ジンジャー・ルートという名前の由来は、ヴルフペック（Vulfpeck）の”It Gets Funkier”というライブパフォーマンスで、フロントマンのジャック・ストラットン（Jack Stratton）が「ええと、あ、根生姜」（uh, uh ginger root）と発したことに由来している 。
2017年、ルーは2004年製のホンダ・エレメントでカバー曲を演奏する『トースター・ミュージック』（Toaster Music）というYouTubeシリーズを開始した。
当時、ルーはチャップマン大学（Chapman University）で映画制作・編集、グラフィックデザインを学んでおり、毎週月曜日に行われる授業間にあった4時間の空きコマに、宿題をしたくなかったことから、このアイデアを思いついたと話している。後部座席でボーカル、ギター、キーボード、ベース、ドラムを録音し、カーステレオを介してラップトップパソコンでミキシングしていた。その後、次の講義中にさらに2〜3時間かけて編集作業を行っていたという。
これらのカバー曲の多くが、アルバム『トースター・ミュージック』（Toaster Music）のベースとなった。

### マージャン・ルーム（2018-2019）
2018年6月、シングル4曲（”Two Step”、”Call It Home”、”Jeanie”、”Having Fun”）と、その他の新曲6曲を収録した1stアルバム『マージャン・ルーム』（Mahjong Room）をリリースする。
また、アルバムリリースと同時並行して、『トースター・ミュージック』プロジェクトのカバーを集めたアルバムを『トースター・ミュージック V2』（Toaster Music v2）と名付けてBandcampでリリースした。
2018年12月、シカゴのAudiotreeのスタジオで、『マージャン・ルーム』（Mahjong Room）に収録されていた5曲を演奏するライブ・セッションを録音した。
2019年6月5日には、1st EP『ウェザー/スランプ』（Weather/Slump）をリリースした。

### リッキ（2020）
2020年3月、当時発表されたばかりの2ndアルバム『リッキ』（Rikki）から、1stシングルとして『Karaoke』をリリースする。
このシングルは、当初は2020年6月にリリースする予定であったが、COVID-19パンデミックの影響により、同年10月に延期された  。
アルバム名の"リッキ"は、『Tikki Tikki Tembo』という絵本のタイトルを、ルーの記憶違いで最初の単語がスペルミスしていたことに由来している 。
タイトル曲である、『Rikki』の前半に収録されている会話は、ルーが中国武術の黒帯試験を受けた時のもの。中国武術は5歳の時から10年ほど続けたという。
2020年5月には、Bandcampでリリースした『トースター・ミュージック』プロジェクトカバーの第3弾『トースター・ミュージック V3』（Toaster Music v3）も発表した。
2020年10月23日、以前にリリースしていたシングル（"Karaoke"、"Out of State"、"Le château"、"Why Try"）を含む7つの新曲を含んだ『リッキ』（Rikki）をリリースした。

### シティ・スリッカー / ニセモノ（2021-2022）
2021年5月、TwitterとInstagramを通じて、『シティ・スリッカー』（City Slicker）と題した2nd EPを8月にリリース予定と発表した  。
”シティ・スリッカー”は、『1980年代に（架空の）日本映画を、アメリカで放映するにあたって作成されたサウンドトラック』というコンセプトで制作された。
この発表と並行して、EPからのシングルである『街のやつ』（Neighbor）を発表。2021年6月には、EPから別のシングルである『ローレッター』（Loretta）を発表。
2021年7月21日、アニメ『美少女戦士セーラームーン』を文化的レファレンスとして（主人公の月野うさぎが通う十番中学校から）引用したシングル『十番街』（Juban District）を発表した 。
2021年8月20日、2nd EP『シティ・スリッカー』（City Slicker）をリリース。
2021年11月9日、シングル『ローレッター 日本語版』（Loretta 日本語 version）をリリース。
2022年3月12日、アルファレコードの公式YouTubeチャンネル『ALFA MUSIC YouTube Channel』にて、Y.M.O.の楽曲『君に、胸キュン。』をカヴァーした（スタジオライブ）映像が公開された。
2022年6月14日、YouTubeを通じて、『時代設定は1983年。（架空の）新進気鋭の日本のアイドル、竹口希美子（Kimiko Takeguchi）のために楽曲を書き、プロデュースするよう依頼された』というコンセプトのシリーズをリリース予定であることを発表した。
このシリーズから、1stシングルとして『独りぼっち』（Loneliness）をリリース。
このシングルは、『深夜番組でアメリカデビューする、竹口希美子のシングル曲』というコンセプトで制作された。
ミュージックビデオは、『プレッシャーに耐えかねた竹口希美子が「 嫌です。私、やりたくないの。私、辞めます 」という言葉を残し、番組の本番直前でその場を立ち去ってしまう。竹口希美子のマネージャーは困り果てた末に、ルーに「竹口希美子の代わりに歌うよう」説得し、ルーがアイドルデビューする』というストーリー（架空のアイドル竹口希美子は、日本のシンガーソングライター、アマイワナが演じた）。
その後、『ルーがアイドルとして活動する』というコンセプトでミュージックビデオが制作された2ndシングル『ホーリー・ヘル』（Holy Hell）、『アイドルとして活動していたルーが失踪する』というコンセプトでミュージックビデオが制作された3rdシングル『峠を越える』（Over The Hill）を発表。
2022年9月9日、3rd EP『ニセモノ』（Nisemono）をリリースした。タイトルである『ニセモノ』には、『アイドルデビューしてしまったこの人生は、僕にとって本当にふさわしいのか？僕は嘘で生きているのか？僕はホンモノ？ニセモノ？』というコンセプトが含まれている。
2022年9月12日、初の日本ツアーを2023年1月に行うことを発表。

### ニセモノ / GINGER ROOT LIVE IN JAPAN（2023）
2023年1月10日の大阪公演（梅田CLUB QUATTRO）を皮切りに、大阪、愛知、東京を廻る、初の日本ツアー『Ginger Root's First Japan Tour（ジンジャー・ルート初日本ツアー）』を行った（全公演、オープニングアクトとしてアマイワナが出演）。
2023年2月3日、FUJI ROCK FESTIVAL'23へ出演することが発表された。
2023年3月26日、3rd EP『ニセモノ』（Nisemono）から、全編にわたって日本で撮影が行われた『Nisemono』のミュージックビデオを発表。『アメリカデビューのプレッシャーから逃げ出してしまった竹口希美子が、後悔する日々を過ごし、芸能界への復帰を目指す姿』を描いたストーリー。竹口希美子役は日本のミュージシャンであるアマイワナが演じている。
2023年5月13日、3rd EP『ニセモノ』（Nisemono）から『Everything's Alright』のミュージックビデオを発表。このミュージックビデオには、（架空の）新プロジェクトである『宇宙で会おうよ！』テレビ版（アニメーション作品）の予告編が含まれている。なお、『宇宙で会おうよ！』の主人公の声を担当するのは、芸能界に復帰した竹口希美子 (アマイワナ) である。
2023年7月3日、『Viral Artist on TV』（日本テレビ）にて、初となる日本でのテレビ出演をした。
2023年7月30日、FUJI ROCK FESTIVALへの初出演を果たした。
2024年1月27日、アルファレコードの公式YouTubeチャンネル『ALFA MUSIC YouTube Channel』にて、コシミハルの楽曲『龍宮城の恋人』をカヴァーした（スタジオライブ）映像が公開された。収録はFUJI ROCK FESTIVAL'23での来日中、音響ハウスにて行われた。

### 新番組（2024）
2024年5月15日、『Ginger Root is Making a Movie: Meet You In the Galaxy! (Official Teaser 1)』と題した映像をYouTubeにて公開。『宇宙で会おうよ！』テレビ版は終了。時は過ぎ（時代設定は）1987年。ルーは『宇宙で会おうよ！』映画版を企画。全編にわたって映画版の予告映像となっている。
2024年5月18日、映画版の予告映像に続き、『I tried making an anime movie and got fired.』を公開。『ルーは "宇宙で会おうよ！映画版" をマネージャーにプレゼンテーションする。しかし企画はボツとなり、更にはマネージャーが企画した新たなプロジェクトを受け入れられないルーは解雇を言い渡されてしまう』というストーリー。この映像は、2024年9月13日にリリースする3rdアルバム『新番組』（SHINBANGUMI）からの1stシングル『No Problems』のミュージックビデオのプロローグである。
2024年5月23日、1stシングル『No Problems』を発表。ミュージックビデオは『テレビ局 "十番テレビ" にて音楽スーパーバイザーの契約社員として働いていたルーは解雇され途方に暮れる。しかしルーは逆境に負けることなく、制作会社 "Ginger Root Productions" を自身で設立することを決意する』というストーリー。
2024年6月13日、二度目の日本ツアー『GINGER ROOT JAPAN TOUR'25（ジンジャー・ルートの『新番組』の日本ツアー）』を2025年1月に行うことを発表。
2024年6月14日、TOWER RECORDS 5店舗を廻る、『GINGER ROOT TOWER RECORDS TOUR（ジンジャー・ルートのPOP UP SHOPツアー）』を2024年6月21日より行うことを発表。
2024年6月19日、3rdアルバム『新番組』（SHINBANGUMI）からの2ndシングル『Better Than Monday』を発表。ミュージックビデオは『制作会社 "Ginger Root Productions" 設立。生放送に向けて、新たな仲間たちと奮闘する姿』を描いたストーリー。
2024年7月18日、3rdシングル『There Was A Time』を発表。

ミュージックビデオの前半は『ルーの新たなプロジェクト、ドラマ "爆音学園" の第一話 "爆音学園へようこそ！"』の映像。"制作会社を設立したルー" と、"芸能界復帰後に獲得した声優の仕事を失った竹口希美子" がタッグを組み、制作したドラマ（会社設立直後で予算が無いために役者を雇うことが出来ず、竹口希美子（アマイワナ）が1人7役を演じている）という設定。

ミュージックビデオの後半は『ルーを解雇した元マネージャーが十番テレビの社長から叱責を受ける』ストーリー。"社長の許可なくルーを解雇したこと" "ルーが会社を設立して番組放送を始めたこと" に納得がいかない十番テレビの社長は、元マネージャーへ「 これが最後のチャンスだ。Ginger Root Productionsをぶっ潰さなければ……終わる 」と言い放つ（「終わる」は、"元マネージャーを解雇" を意味する）。
2024年8月1日、『All Night』のミュージックビデオを発表。
2024年8月15日、『Only You』のミュージックビデオを発表。
2024年12月7日、最終章となる『The End of SHINBANGUMI』と題した映像作品をYouTubeにて発表。

### GINGER ROOT JAPAN TOUR'25（2025）
2025年1月10日より、全5都市を廻る『GINGER ROOT JAPAN TOUR'25（ジンジャー・ルートの『新番組』の日本ツアー）』を行った。
2025年1月30日、『細野晴臣イエローマジックショー4』（NHK総合）に出演。

## ディスコグラフィ

### アルバム
|     | 発売日         | タイトル                                                                     | リリース                        |
| --- | -------------- | ---------------------------------------------------------------------------- | ------------------------------- |
|     | 2017年1月1日   | 『スポットライト・ピーポー』（Spotlight People）                             | ClewRecordsとしてセルフリリース |
|     | 2017年5月8日   | 『トースター・ミュージック』（Toaster Music）                                | ClewRecordsとしてセルフリリース |
| 1st | 2018年6月29日  | 『マージャン・ルーム』（Mahjong Room）                                       | Acrophase Records               |
|     | 2018年6月29日  | 『トースター・ミュージック V2』（Toaster Music v2）                          | ClewRecordsとしてセルフリリース |
|     | 2019年12月21日 | 『ジンジャー・ルートの新鮮な音vol. 1』（Fresh Sounds of Ginger Root vol. 1） | ClewRecordsとしてセルフリリース |
|     | 2020年5月22日  | 『トースター・ミュージック V3』（Toaster Music v3）                          | ClewRecordsとしてセルフリリース |
| 2nd | 2020年10月23日 | 『リッキ』（Rikki）                                                          | Acrophase Records               |
| 3rd | 2024年9月13日  | 『新番組』（SHINBANGUMI）                                                    | Ghostly International           |

### ライブアルバム
|     | 発売日        | タイトル                                             | リリース          | 詳細                                                                               |
| --- | ------------- | ---------------------------------------------------- | ----------------- | ---------------------------------------------------------------------------------- |
| 1st | 2019年2月23日 | 『イスタンブールからのライブ』（Live From Istanbul） | Acrophase Records | クルアンビンとのツアー中の2019年2月9日と10日のライブレコーディングのコレクション。 |

### EP
|     | 発売日        | タイトル                               | リリース          |
| --- | ------------- | -------------------------------------- | ----------------- |
| 1st | 2019年6月5日  | 『ウェザー/スランプ』（Weather/Slump） | Acrophase Records |
| 2nd | 2021年8月20日 | 『シティ・スリッカー』（City Slicker） | Acrophase Records |
| 3rd | 2022年9月9日  | 『ニセモノ』（Nisemono）               | Acrophase Records |

### シングル
| タイトル                                                            | 年     | アルバム/EP                            |
| ------------------------------------------------------------------- | ------ | -------------------------------------- |
| 『Two Step』                                                        | 2017年 | 『マージャン・ルーム』（Mahjong Room） |
| 『Call It Home』                                                    | 2018年 | 『マージャン・ルーム』（Mahjong Room） |
| 『Jeanie』                                                          | 2018年 | 『マージャン・ルーム』（Mahjong Room） |
| 『Having Fun』                                                      | 2018年 | 『マージャン・ルーム』（Mahjong Room） |
| 『What Christmas Means to Me』（※スティーヴィー・ワンダーのカバー） | 2018年 | シングルのみ                           |
| 『B4』                                                              | 2019年 | シングルのみ                           |
| 『Karaoke』                                                         | 2020年 | 『リッキ』（Rikki）                    |
| 『Out of State』                                                    | 2020年 | 『リッキ』（Rikki）                    |
| 『Le château』                                                      | 2020年 | 『リッキ』（Rikki）                    |
| 『Why Try』                                                         | 2020年 | 『リッキ』（Rikki）                    |
| 『A Cruel Angel's Thesis』（Neon Genesis Evangelion Theme Rework）  | 2021年 | シングルのみ                           |
| 『街のやつ』（Neighbor）                                            | 2021年 | 『シティ・スリッカー』（City Slicker） |
| 『ローレッター』（Loretta）                                         | 2021年 | 『シティ・スリッカー』（City Slicker） |
| 『十番街』（Juban District）                                        | 2021年 | 『シティ・スリッカー』（City Slicker） |
| 『ローレッター 日本語版』（Loretta 日本語 version）                 | 2021年 | シングルのみ                           |
| 『Linus n' Lucy』（Theme from Peanuts）                             | 2021年 | シングルのみ                           |
| 『独りぼっち』（Loneliness）                                        | 2022年 | 『ニセモノ』（Nisemono）               |
| 『ホーリー・ヘル』（Holy Hell）                                     | 2022年 | 『ニセモノ』（Nisemono）               |
| 『峠を越える』（Over The Hill）                                     | 2022年 | 『ニセモノ』（Nisemono）               |
| 『No Problems』                                                     | 2024年 | 『新番組』（SHINBANGUMI）              |
| 『Better Than Monday』                                              | 2024年 | 『新番組』（SHINBANGUMI）              |
| 『There Was A Time』                                                | 2024年 | 『新番組』（SHINBANGUMI）              |
| 『All Night』                                                       | 2024年 | 『新番組』（SHINBANGUMI）              |
| 『Only You』                                                        | 2024年 | 『新番組』（SHINBANGUMI）              |

## 参加作品
楽曲
- YeYe『水面に、アイス』編曲 ※YeYe & Ginger Root 名義でのコラボ曲（2022年8月19日）[35]
- アマイワナ『チョコレートレモネード』編曲（2023年10月11日）アマイワナとの楽曲制作にあたり、「僕たちの渋谷系、フランス音楽、80sアイドル曲の深い興味のおかげで、円滑なコラボになりました！自分的には、今まで一番早いコラボかなと思います」と話している。[36]
- Rei 『Love is Beautiful with Ginger Root』（2023年11月29日）シンガーソングライター・ギタリストReiとの共同プロデュース。Reiのミニアルバム「VOICE」収録 。ベースには双方と繋がりのあるハマ・オカモト（OKAMOTO'S）が参加しており、Reiがギターボーカルであるほかは、キーボードやドラムスなど他の楽器のほとんどと、ミキシングをGinger Rootが担当している[37][38]。また、MVはReiとGinger Rootがコンセプトやプロットを考えており、MVには2人のほか、ハマ・オカモトも出演している[39]。
- アマイワナ『上海少女』ベースを担当。また、本楽曲を含むEP『新渋谷』のミキシング、マスタリングも担当している。[40]

ミュージックビデオ
- アマイワナ『恋泥棒』監督・撮影・編集（2023年3月30日）[41]
- CHAI『GAME』監督・撮影・編集（2023年9月20日）[42]
- アマイワナ『チョコレートレモネード』監督・撮影・編集（2023年10月11日）[43]

## 日本公演
GINGER ROOT LIVE IN JAPAN（ジンジャー・ルート初日本ツアー）
- 梅田CLUB QUATTRO（2023年1月10日）
- 名古屋CLUB QUATTRO（2023年1月11日）
- 恵比寿LIQUIDROOM（2023年1月12日）
- 渋谷WWW X（2023年1月13日）※追加公演

FUJI ROCK FESTIVAL'23
- RED MARQUEE（2023年7月30日、深夜枠 "SUNDAY SESSION"）

GINGER ROOT TOWER RECORDS TOUR（ジンジャー・ルートのPOP UP SHOPツアー）

TOWER RECORDS 5店舗を廻り、ポップアップショップの開催、サイン会、DJセット(※)を行なった。※梅田店、渋谷店
- アミュプラザ博多店（2024年6月21日）
- 広島店（2024年6月22日）
- TOWER VINYL 梅田店（2024年6月23日）
- 名古屋近鉄パッセ店（2024年6月24日）
- 渋谷店（2024年6月25日）

GINGER ROOT JAPAN TOUR'25（ジンジャー・ルートの『新番組』の日本ツアー）
- Zepp Fukuoka （2025年1月10日）
- BLUELIVE HIROSHIMA （2025年1月12日）
- Zepp Osaka Bayside （2025年1月14日）
- Zepp Nagoya （2025年1月15日）
- Zepp DiverCity （2025年1月16日）
- Zepp DiverCity （2025年1月17日）※追加公演

シークレットライブ

Instagramにて開催当日に発表し行なった、ルー1人によるソロセットライブ
- 下北沢 THREE（2024年1月16日）※演奏前にDJセットを行なった
- 渋谷横丁（2024年6月20日）

## 日本でのラジオ / テレビ出演
ラジオ
- TOKIO HOT 100（2022年11月16日、J-WAVE）インタビュー放送
- GRAND MARQUEE（2023年2月15日、J-WAVE）番組内コーナー『RADIO ENSEMBLE』ミュージックセレクター担当
- Tokyo Highway Radio Episode 91（2023年2月公開、Apple Music）ゲスト出演
- ゆとりっ娘たちのたわごと 第70回（2023年2月公開、Podcast）ゲスト出演
- ゆとりっ娘たちのたわごと 第71回（2023年2月公開、Podcast）ゲスト出演
- 金曜ボイスログ（2023年3月3日、TBSラジオ）ゲスト出演 ※ノーカット版はPodcastで公開
- J-WAVE MONTHLY SELECTION『GINGER ROOT MUSIC JOURNEY』（2023年3月毎週金曜日、J-WAVE）3月度ナビゲーター担当 ※全5回
- GOOD NEIGHBORS（2023年3月23日、J-WAVE）ゲスト出演
- Daisy Holiday!（2023年4月16日、InterFM）ゲスト出演
- TOKIO HOT 100（2023年7月30日、J-WAVE）FUJI ROCK FESTIVAL'23会場よりゲスト出演
- TOKIO HOT 100（2024年1月14日、J-WAVE）ゲスト出演
- Tokyo Highway Radio Episode 145（2024年5月公開、Apple Music）ゲスト出演
- Blue Ocean（2024年7月8日、TOKYO FM）ゲスト出演
- まんまる（2024年7月10日、NHKラジオ第1放送）ゲスト出演
- Daisy Holiday!（2024年7月28日、InterFM）ゲスト出演
- Tokyo Highway Radio Episode 156（2024年9月公開、Apple Music）ゲスト出演
- Kevin’s English Room Podcast（2024年9月、Amazon Music / Apple Podcasts / Spotify / YouTube）ゲスト出演
- Daisy Holiday!（2025年1月26日、InterFM）ゲスト出演

テレビ
- Viral Artist on TV（2023年7月3日、日本テレビ）インタビュー映像での出演

- 細野晴臣イエローマジックショー4（2025年1月30日、NHK総合）